# Palayamkottai
Palayamkottai (äldre stavning Palamcottah) är ett område i staden Tirunelveli i den indiska delstaten Tamil Nadu. Området ligger vid floden Tambrapurni. Palayamkottai var tidigare ett betydande centrum för den protestantiska missionen i Indien.

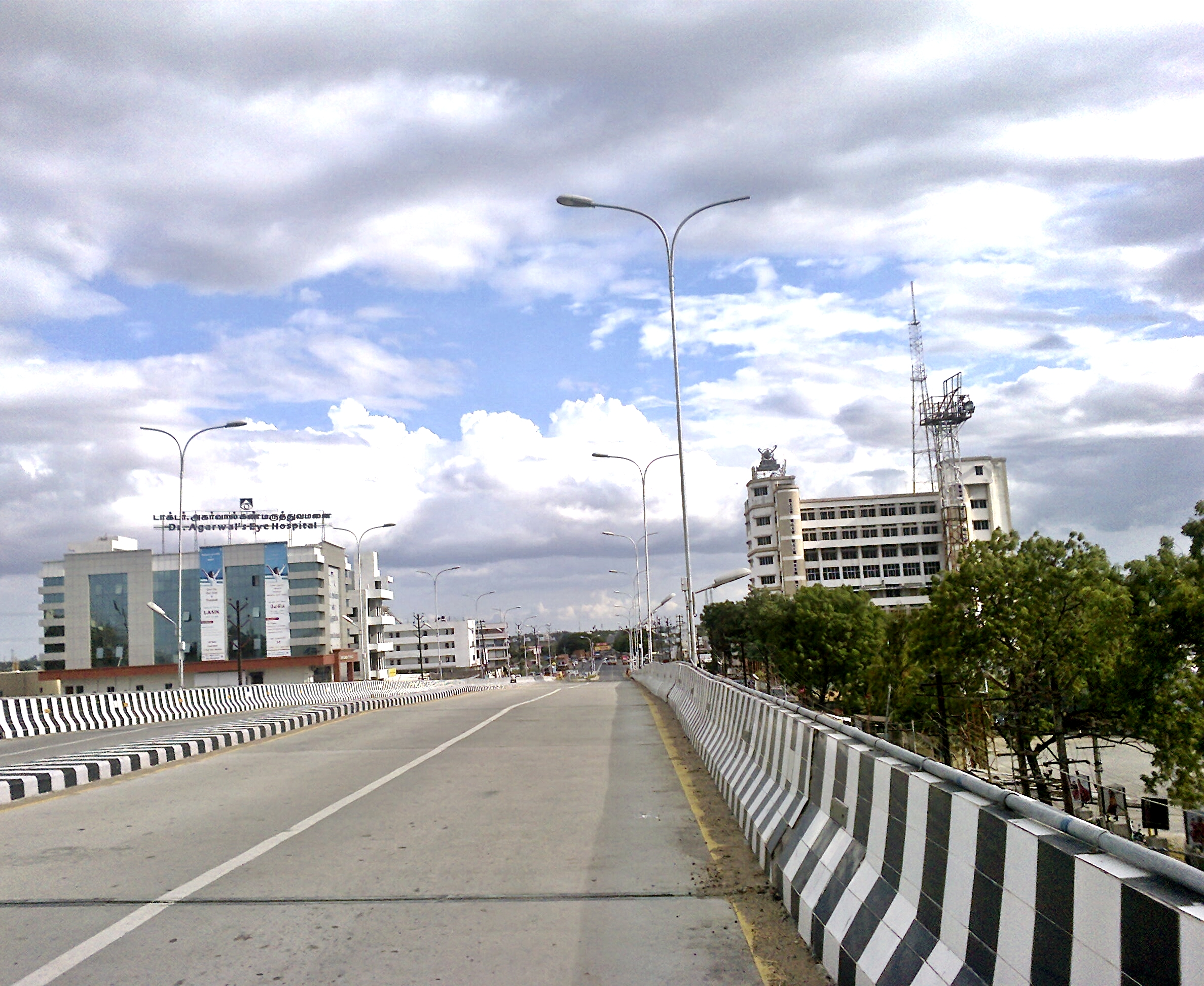
Palayamkottai